# Catharina Elisabet Grubb
Catharina Elisabet Grubb, född 1721, död 1788, var en finländsk industriidkare. 
Catharina Elisabet Grubb var dotter till Nils Grubb, köpman i Stockholm, och dennes släkting Gunilla Grubb från Bureätten och syster till Michael Grubb som adlades af Grubbens.
Hon var gift med Johan Jacob Kijk, som var en av Finlands rikaste män. Han var ägare till bland annat Tykö bruk, delägare i de två tobaksfabriker som fanns i Åbo, i taktegelbruket i Kuppis och Åviks glasbruk. Vid Kijks död 1777 övergick jätteförmögenheten i sin helhet till Grubb, som tog löfte av sina barn att få förvalta hela boet odelat till sin död. Hon utvecklade framgångsrikt brukets förädling av råjärn: under hennes styrelse var Tykö och Kirjakkala bruk två av Finlands mest framgångsrika företag inom metallbranschen. Under 1784 kom en tredjedel av det stångjärn och mer än hälften av det järnsmide som importerades till Åbo från dessa bruk.